# 早川尚秀
早川 尚秀（はやかわ なおひで、1972年6月6日 - ）は、日本の政治家。栃木県足利市長（2期）。元栃木県議会議員（5期）。

## 経歴
栃木県足利市生まれ。足利市立南小学校、足利市立山辺中学校、桐蔭学園高等学校、早稲田大学卒業。足利銀行に就職。
2001年3月19日、父親で足利市長の早川一夫が任期中に死去。これにより政界進出を決意し、足利銀行を退社。2003年、第15回統一地方選挙の一環として行われた栃木県議会議員選挙に自由民主党公認で出馬し、初当選。平成28年4月に第110代栃木県議会副議長、令和元年5月に第106代栃木県議会議長を歴任。
2021年1月15日、足利市長選挙への立候補を表明。同年4月25日に行われた選挙で現職の和泉聡を破り初当選した。5月13日、市長就任。
2025年4月、再選を目指して足利市長選挙に出馬。4月13日の告示日には早川以外に立候補の届け出がなく無投票での再選が決定した。

### 選挙結果
※当日有権者数：120,837人 最終投票率：48.40%（前回比：-5.17pts）
| 候補者名 | 年齢 | 所属党派 | 新旧別 | 得票数   | 得票率 | 推薦・支持         |
| -------- | ---- | -------- | ------ | -------- | ------ | ------------------ |
| 早川尚秀 | 48   | 無所属   | 新     | 34,409票 | 59.41% | （推薦）自由民主党 |
| 和泉聡   | 57   | 無所属   | 現     | 23,508票 | 40.59% |                    |